# Cybianthus lanceolatus
Cybianthus lanceolatus är en viveväxtart som beskrevs av Ferdinand Albin Pax. Cybianthus lanceolatus ingår i släktet Cybianthus, och familjen viveväxter. Inga underarter finns listade i Catalogue of Life.